# Інфлювання і дефлювання
Інфлювання і дефлювання — коригування (зміна) реальної величини створеного за певний час ВНП. Для отримання реального показника ВНП використовують фактичні дані про рівень номінального ВНП для окремих років і корегують їх на базі індексу загального рівня цін на базі цих років.
У США, наприклад, за базовий узято 1982 рік. Якщо тривалий час ціни зростали, здійснюють інфлювання, тобто збільшують показники ВНП для років, які передували 1982 року. До перегляду років номінального ВНП щодо підвищення вдаються, якщо ціни до 1982 року були нижчими, показники номінального ВНП знижували реальний обсяг продукції цих років. Підвищення рівня цін після 1982 року призвело до завищення обсягу реального виробництва. Це означає, що ці показники номінального ВНП відображають зміни обсягів виробництва і цін, а показники реального ВНП — тільки зміни реального обсягу виробництва, що передбачає сталий рівень цін. Наприклад, номінальний ВНП у США в 1946 році становив 212,4 млрд дол., індекс рівня цін у відсотках (1982 — 100%) 19,4. Реальний ВНП у цінах 1982 року визначають діленням номінального ВНП (212,4) на індекс цін в десятковій формі (0,194) — 1094,8 млрд дол. 
У 1988 році номінальний ВНП у США становив 4861,1 млрд дол., індекс цін — 121,7. Другий варіант запису цієї методики визначення реального ВНП такий: {\displaystyle {\frac {212,4}{19,4}}*100=1094,8}. Реальний ВНП у 1988 році в цінах 1982 року визначають таким чином: {\displaystyle {\frac {4861,1}{1,217}}=3994,3}. 
У першому випадку здійснено інфлювання, тобто збільшення показників ВНП щодо 1946 року, у другому — дефлювання, тобто зменшення показників ВНП щодо 1982 року. Це найбільш узагальнений метод інфлювання і дефлювання.